# スコット・ロス
スコット・ロス（英語: Scott Stonebreaker Ross, 1951年3月1日 - 1989年6月13日）は、チェンバロ・オルガン奏者。アメリカ・ピッツバーグ生まれでフランスおよびカナダを中心に活動した。38歳でエイズにより死去した。弟子に曽根麻矢子、ニコラウ・デ・フィゲイレドがいる。

## 略歴
1951年、ピッツバーグに生まれる。定期刊行紙の出版者であり記者であった父親は、ロスが5歳のときに他界。2歳の時にみつかった脊柱側湾症の矯正治療のため、幼い頃はコルセットの着用を強いられた。6歳でピアノを習い始める。12歳のときにオルガンを習い始める。1964年に渡仏し、母親や兄と離れてニース音楽院に学ぶ。オルガンはルネ・サオルジャン、チェンバロはユゲット・グレミー＝ショーリアックに師事した。グレミー＝ショーリアックは時にロスの母親代わりを務め、音楽的にも大きな影響を与えたと言う。1969年にはパリ国立高等音楽・舞踊学校に学ぶ。ロスはパリ国立高等音楽・舞踊学校入学以前に、フランス南部モンペリエ近郊のアサス（fr:Assas_(Hérault)、en:Assas）にある古城（シャトー・ダサス）に行き、そこで歴史的チェンバロに触れたことがきっかけでオリジナル楽器への理解を深めたという。以来、この城は彼にとって特別な場所となり、終生に渡って何度も訪れ、一室を借りて住んでいたこともある。また、ロスの主要な録音業績の一部は、この城で、その楽器を用いて録音されている。Proulxによる伝記によると、1970年に母親を自殺によって失っていた。
1971年に2度目の挑戦でブルッヘ国際チェンバロコンクールに優勝する。このとき長髪にジーンズの異例の風体で会場に登場し、暗譜で弾いたこともチェンバロ演奏における慣例に反していたことから聴衆をたいへん驚かせた。彼がバッハの平均律第2巻の嬰ヘ長調の前奏曲とフーガを弾いたのを聴き、審査員の一人は「まるで自分で作曲したかのようだ」と感想を漏らしたという。同じ年に、バッハの作品で初録音を行っている。1973年からケネス・ギルバートの後任として、カナダのケベック市にあるラヴァル大学音楽科の教員を12年間に渡って務めた。80年代中頃からは活動の中心をフランスに移した。1985年には、ドメニコ・スカルラッティのソナタ全集の世界初録音（CDで34枚におよぶ）を達成。1984年6月16日に録音を開始し、1985年9月10日に終了した。この頃に自らがエイズに罹患したことを知る。それでも、バッハの全集に取り組み始めた。1989年、38歳の若さで、エイズ関連疾患のため、フランス南部モンペリエ近郊アサスにて他界した。

## 演奏様式
冴え渡る高度な技巧を有していながら、奇をてらった表現はほとんどなく、端正な演奏を良しとしていた。一方で、チェンバロ演奏にしばしば見られるような学問的興味に傾いた演奏様式とも一線を画しており、生き生きとしたリズムや和声によって音楽の本質に迫ろうとする特徴がある。ロス自身の言によれば、本人がパルジオン（フランス語でパルスの意）と呼ぶ、瞬間的な音楽の霊感を追求していたという。

## 業績
ロスの業績の中で突出した成果は、ドメニコ・スカルラッティの生誕300周年を記念して企画された555曲からなる鍵盤楽器のためのソナタ全集の世界初録音をCD34枚組で完成させたことである。
スカルラッティの全集に挑んでリタイヤした者も少なくなかった当時、完結させたばかりではなく、個々の完成度の奇跡的な高さを含め偉業と称えられた。マトリックス・データから推し量れるが、速いペースの録音作業であった。
当時はプラスチックのケースに入れていたため巨大なボックスセットのように映ったが、現在は紙のジャケットに直されて再版され廉価で手に入る。
他にもラモーとF.クープランのクラブサン作品全集、F.クープランのオルガン作品全集を完成させている。バッハの全集も構想した時期があるが、病気の進行には勝てず遂に実現しなかった。

## ディスコグラフィー選
| - バッハ 作品集『Monsieur Bach』パルティータ第4番ニ長調 BWV828、音楽の捧げもの(BWV1079)から三声のリチェルカーレおよび六声のリチェルカーレ、前奏曲・フーガとアレグロ 変ホ長調 BWV998 |
| （STILレーベル） 1973年ブルッヘにて録音 |
| スコット・ロスの初録音。ケネス・ギルバートのチェンバロを借りて演奏されている。 |
| - ラモー、『クラヴサン作品全集』 |
| （STILレーベル） 1975年アサス城にて録音 |
| - F.クープラン、『クラヴサン作品全集』 |
| （STILレーベル） 1977-8年アサス城にて録音 |
| 「クラブサン曲集」全4巻と「クラブサン奏法論」の作品が網羅されている。しかし、なぜか後者に含まれる前奏曲第5番だけはこの全集から漏れており、その理由は不明である。                    |
| - バッハ 『平均律クラヴィーア曲集第1巻、第2巻 BWV846-893』 |
| （Disques PELLEASレーベル） 1980年モントリオールにて録音 |
| - ヘンデル 『8つの組曲』 |
| （ERATOレーベル）1983年パリにて録音 |
| - D.スカルラッティ 『鍵盤楽器作品全集 K.1-555』 |
| （ERATOレーベル）1984-5年録音 |
| - バッハ 『ゴルトベルク変奏曲 BWV998』（アンコール； D・スカルラッティ ソナタ・ト長調 K.146）                                                                                       |
| （ERATOレーベル） 1985年オタワ大学にてライブ録音 |
| - ダングルベール 作品集 |
| （ERATOレーベル）1987年パリにて録音 |
| - バッハ 『クラヴィーア練習曲集 第1巻 6つのパルティータ BWV825‐830 』 |
| （ERATOレーベル） 1988年フランス・ガールにて録音 |
| - バッハ 作品集 『イタリア協奏曲 BWV971、半音階的前奏曲とフーガ BWV903、フランス風序曲 BWV831、4つのデュエット BWV802-805』                                                         |
| （ERATOレーベル） 1988年アサス城およびパリにて録音 |
| - ソレール 『ファンダンゴとソナタ集』 |
| （ERATOレーベル） 1988年パリにて録音 |
| - バッハ 『ゴルトベルク変奏曲 BWV998』 |
| （EMIレーベル） 1988年パリにて録音 |
| - フレスコバルディ 『トッカータ集』 |
| （EMIレーベル） 1989年パリにて録音 |

## 趣味
鉱物の採集を好み、火山を訪ね歩くことを愛した。猫好きであるが、百合の掛け合わせによって珍しい品種を作ることも好んだ。コンピュータにも関心があったという。ケベック時代にはアパートを改造して写真現像用の暗室を作っていた。また、録音等は残っていないが、個人的にドビュッシーやラヴェル、ショパンをピアノで弾くことを楽しんでいた。ブライアン・イーノや、フィリップ・グラス、ニーナ・ハーゲン等の音楽を好んだ。田舎に家を買って農夫として暮らすのが長年の夢で、ケベック時代には実現しなかったが、フランスに帰ってからは実際に家を買ってほぼ実現させた。